# 365 (アルバム)
『365』（Three Six Five、スリー・シックス・ファイブ）はタイの俳優で歌手のスパシット・ジョンチーウィーワット（ミュー）の1枚目のオリジナルアルバム。2021年8月1日発売。

## 概要
2020年8月1日のファーストシングル『Season of You (ทุกฤดู)』リリースからちょうど1周年でリリースされたミューの1枚目のオリジナルアルバム。これまでリリースしたシングル5曲に新曲5曲を加えた全10曲が収録されている。

### Mewlions Limited Edition
ミューの公式サイトにて、2種類の特装版が発売された。どちらのバージョン購入者にもゴールデンチケットを取得するチャンスがあり、その内容はファンクラブ会員限定版の場合はFan SignまたはCall Signで、通常版はハイタッチである。

#### First Press Limited Edition
ファンクラブ会員（MEWLIONS）のみが購入できるFirst Press Limited Editionは、2021年8月1日20:00から8月10日23:59までの期間で販売され、9月中旬以降に順次発送された。
内容
- パッケージ：メタルボックス
- CD（8枚の絵柄から1枚ランダム）
- ポストカード（9枚の絵柄から2枚ランダム W125xH90mm）
- カード（10枚の絵柄から2枚ランダム W55xH85mm）
- フォトブック（99ページ）
- 歌詞カード
- スペシャルアイテム（2種類から1つランダム）

価格：999バーツ

#### Public Edition
ファンクラブ会員でなくとも誰でも購入可能な通常版は、2021年8月15日20:00から9月5日23:59までの期間で販売され、10月以降に順次発送された。
内容
- パッケージ：ハードカバー
- CD（2枚の絵柄から1枚ランダム）
- パンフレット（14ページ）
- スペシャルアイテム（2種類から1つランダム）

価格：399バーツ

## チャート
8月4日付の8月7日週のBillboardのWorld Digital Song Salesのチャートにてトップ10のうち5曲を本作収録の新曲が占め、Worldwide iTunes Album Chartでは3位となった。これによりミュー自身はトップ・グローバル・デジタル・アーティストランキング13位となった。
ビルボードチャート入りをうけ、Twitterでは「#MewOnBillboard」のハッシュタグがトレンド1位となった。
日本でも8月1日付のiTunesデイリー総合チャートで2位を記録した。

## 収録曲
1. Good Day [2:46]
2021年にリリースされた3枚目のシングル
2. Thanos [3:50]
2021年にリリースされた4枚目のシングル
3. Missing You feat. Zom Marie [3:46]
フランス出身でタイを拠点に活動している女性歌手Zom Marieとコラボした曲。8月4日発表のBillboard Chartsでは「WORLD DIGITAL SONG SALES」で5位を記録した。
4. Nan Na feat. Nicecnx [3:55]
2020年に2枚目のシングルとしてリリースされた曲だが、本作では男性歌手Nicecnxとコラボしたバージョンが収録された。
5. Drowning [3:14]
本作のリード曲。アルバム発売と同時にミュージックビデオが公開された。
6. Time Machine [3:28]
8月4日発表のBillboard Chartsでは「WORLD DIGITAL SONG SALES」で8位を記録した。
7. Summer Fireworks [2:57]
8. Let Me Be feat. Autta [3:38]
男性歌手Auttaとコラボした曲。8月4日発表のBillboard Chartsでは「WORLD DIGITAL SONG SALES」で6位を記録した。
9. More and More [3:33]
8月4日発表のBillboard Chartsでは「WORLD DIGITAL SONG SALES」で7位を記録した。
10. Season Of You [3:30]
2020年にリリースされた1枚目のシングル